# Lac des Huit Chutes
Le lac des Huit Chutes est un plan d'eau douce du bassin versant de la rivière des Huit Chutes, situé sur la rive Nord du fleuve Saint-Laurent, dans le territoire non organisé de Mont-Valin, dans la municipalité régionale de comté (MRC) du Fjord-du-Saguenay, dans la région administrative de la Saguenay-Lac-Saint-Jean, dans la province de Québec, au Canada.
La superficie du lac des Huit Chutes est comprise dans le territoire de la zec Onatchiway. La foresterie constitue la principale activité économique du secteur. Les activités récréotouristiques arrivent en second.
Plusieurs routes forestières secondaires desservent les baies et les environs du lac des Huit Chutes pour les besoins de la foresterie et des activités récréotouristiques,.
La surface du lac des Huit Chutes est habituellement gelée de la fin novembre au début avril, toutefois la circulation sécuritaire sur la glace se fait généralement de la mi-décembre à la fin mars.

## Géographie
Les principaux bassins versants voisins du lac des Huit Chutes sont :
- côté Nord : Rivière des Huit Chutes, rivière à la Hache, rivière de la Tête Blanche, rivière Onatchiway ;
- côté Est : Rivière Wapishish, lac Poulin-De Courval, rivière Tagi, lac Laflamme, rivière aux Sables ;
- côté Sud : Rivière Saint-Louis, bras du Nord, rivière Valin, rivière Nisipi ;
- côté Ouest : Lac La Mothe, rivière Nisipi, rivière Shipshaw, rivière Péribonka[1].

Le lac des Huit Chutes est situé entièrement en milieu forestier dans le territoire non organisé de Mont-Valin, dans la zec Onatchiway. Le lac des Huit Chutes comporte une longueur de 6,1 km, une largeur maximale de 1,3 km et une altitude de 694 m. Ce plan d’eau est caractérisé par trois presqu'îles se rapprochant dans la partie Ouest du lac : l’une rattachée à la rive Nord s’étirant sur 0,3 km vers le Sud ; l’autre, rattachée à la rive Sud, s’étirant vers l’Ouest sur 0,5 km. En sus, ce lac fait en longueur comporte une baie pénétrant la rive Sud sur 1,0 km vers le Sud-Ouest.
Le barrage à l’embouchure du lac des Huit Chutes est localisé à :
- 10,3 km à l’Est d’une route forestière longeant la rive Est de la rivière Shipshaw ;
- 53,7 km au Sud-Est du barrage du lac Pamouscachiou (réservoir Pipmuacan) ;
- 13,3 km au Nord-Est du lac La Mothe (lequel est traversé par la rivière Shipshaw) ;
- 11,3 km au Sud-Est de l’embouchure de la rivière des Huit Chutes (confluence avec la rivière Shipshaw) ;
- 11,0 km au Nord du barrage à l’embouchure du lac Onatchiway (lequel est traversé par la rivière Shipshaw) ;
- 49,7 km au Nord du centre-ville de Saguenay[3],[1].

À partir de l’embouchure du lac des Huit Chutes, le courant suit le cours de la rivière des Huit Chutes sur 8,5 km d’abord vers le Nord, puis vers l’Ouest, pour se déverser sur la rive Est de la rivière Shipshaw. De là, le courant suit le cours successivement de cette dernière rivière, puis de la rivière Saguenay jusqu’au fleuve Saint-Laurent.

## Toponymie
La toponymique « lac des Huit Chutes » est lié à son émissaire la « rivière des Huit Chutes ».
Le toponyme « Lac des Huit Chutes » a été officialisé le 5 décembre 1968 par la Commission de toponymie du Québec.